# National Center for Digital Intrusion Response

Le National Center for Digital Intrusion Response (NCDIR) est un projet fondé en 2007 par le FBI avec un budget de soutien de 3 millions de dollars en collaboration avec le National Center for Supercomputing Applications (NCSA) chargé de la détection des intrusions informatiques et de la cybercriminalité en général. L'objectif est de protéger la cyberinfrastructure des États-Unis.

## Référence
1. ↑  Article de Génération Nouvelles Technologies